# Honey Bunny Ka Jholmaal
Honey Bunny Ka Jholmaal è una serie televisiva animata indiana per Sony Yay. La serie è prodotta da Toonz Animation India e rilasciata il 18 aprile 2018.

## Trama
La storia ruota attorno alle avventure di quattro animali domestici: due gatti, Honey e Bunny; un cane, Zordaar; e un pappagallo, Popat, che vive in una casa accogliente, di proprietà della signorina Katkar. 
Gli animali domestici partono sempre insieme per avventure divertenti e folli. 
Sebbene di solito siano dolci e ben educati, gli animali salvano anche la loro città da ladri e uomini malvagi e aiutano le persone buone e povere.

## Personaggi
- Honey - Honey (doppiato da Mubeen Saudagar nel mimetismo di Salman Khan) è un gatto dal pelo arancione e bianco ed è il fratello gemello (di pochi minuti più grande) di Bunny. È sempre incapace e ingenuo. Dato che Honey è definito uno sciocco, non sa cosa è e se è buono o cattivo. Altri personaggi della serie lo chiamavano Gadha (asino). Si arrabbia anche quando qualcuno picchia suo fratello o un amico. Ama molto il suo proprietario e i suoi amici.

- Bunny - Bunny (doppiato da Mubeen Saudagar nel mimetismo di Aamir Khan) è un gatto di colore bianco e nero ed è il fratello gemello minore di Honey. Ama fare squadra e fare scherzi a tutti gli altri. È anche protettivo nei confronti dei suoi amici. Bunny è il gatto più intelligente e interpreta il ruolo principale per salvare gli altri.

- Zordaar - Zordaar (doppiato da Mubeen Saudagar nel mimetismo di Amol Palekar) è un cane obbediente color pelle amichevole e disciplinato. Aiuta sempre con le faccende domestiche. Mentre gli altri animali domestici in casa stanno combinando guai, lui cerca di trovare una via d'uscita e spesso finisce per finire nei guai lui stesso. Ama teneramente Honey, Bunny e Popat. Come cane, è il più forte tra i quattro eroi, ma a volte si spaventa. Dice sempre la parola "signore".

- Popat - Popat (doppiato da Mubeen Saudagar nel mimetismo di Mithun Chakraborty) è il pappagallo di colore verde che è pieno di sé e crede che non ci sia nessuno migliore di lui. Gli piacciono le avventure e vuole solo divertirsi. Tuttavia, non gli piace mangiare peperoncino verde o rosso. Ha uno slogan: "Koee shak" (che significa "qualsiasi dubbio").

- Miss Katkar - Miss Katkar (doppiato in mimica usata di Hema Malini) è la proprietaria della casa e si prende cura dei suoi quattro animali domestici. Lavora in un ufficio ed è completamente all'oscuro dei guai che si verificano in casa sua quando non è nei paraggi. Ama i suoi animali domestici come i suoi figli.

- Mr. Khanna - Il signor Khanna (noto come Khanna Saahab) (doppiato nel mimetismo di Navjot Singh Sidhu) è il proprietario della casa accanto alla signorina Katkar. È un direttore di banca. È più amante del divertimento rispetto a Miss Katkar e disturba tutti con la sua Shayari (poesia). Pensa a Popat, Zordaar, Bunny, Honey e Miss Katkar come alla sua stessa famiglia, e ama anche Kitty come sua figlia.

- Kitty - Kitty (doppiato da Dolly Peter Lopes nel mimetismo di Aishwarya Rai), una gatta di colore bianco-arancio, è l'animale domestico del signor Khanna. Honey e Bunny hanno una cotta per lei e cercano sempre di impressionarla, mettendo tutti nei guai, inclusa la stessa Kitty. Kitty è generalmente colpita da Bunny e pochissime volte da Honey.